# Robert Walser

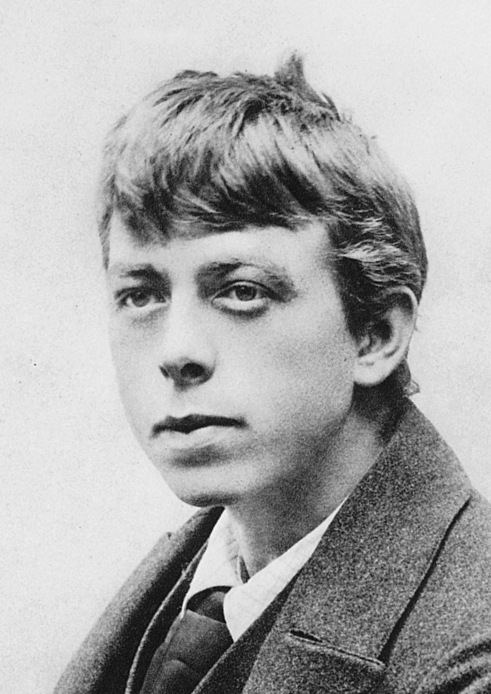
Robert Walser (um 1900)

Robert Walser (* 15. April 1878 in Biel, Kanton Bern; † 25. Dezember 1956 nahe Herisau, Kanton Appenzell Ausserrhoden) war ein deutschsprachiger Schweizer Schriftsteller.
Walser verfasste vier Romane – Jakob von Gunten, Geschwister Tanner, Der Gehülfe und Der Räuber –, die längere Erzählung Der Spaziergang sowie Kurzgeschichten und Essays. Er gilt als bedeutender Vertreter der literarischen Moderne und der sogenannten Angestelltenliteratur. Seine unkonventionellen, teils rätselhaft wirkenden Werke wurden von Zeitgenossen wie Walter Benjamin, Hermann Hesse, Franz Kafka, Robert Musil und Kurt Tucholsky geschätzt. Trotz Anfangserfolgen blieb Robert Walser der kommerzielle Durchbruch verwehrt. Den grössten Teil seines Lebens verbrachte er in Armut. Nach psychischen Problemen lebte er von 1929 bis zu seinem Tod in Heil- und Pflegeanstalten. Heute gilt er als einer der wichtigsten Schweizer Schriftsteller des 20. Jahrhunderts, und sein Werk wird international rezipiert.

## Leben

### 1878–1897
Robert Otto Walser war das zweitjüngste von acht Kindern des gelernten Buchbinders und Werkstattinhabers für Papeteriewaren und Bilderrahmen Adolf (sen.) Walser (1833–1914) und seiner Frau Elisabeth (Elisa) Walser (1839–1894). Sein Bruder Karl Walser war Bühnenbildner und Maler. Walser wuchs in Biel an der deutsch-französischen Sprachgrenze zweisprachig auf. Er besuchte dort die Primarschule und das Progymnasium, unter anderem bei Arnold Heimann. Da die Familie den Schulbesuch nicht mehr bezahlen konnte, verliess er diese Schule vor dem Examen. Schon früh war Walser theaterbegeistert; sein Lieblingsstück war Die Räuber von Schiller. Überliefert ist ein Aquarell Karl Walsers, das Robert Walser als Karl Moor zeigt.
1894 starb Walsers Mutter, die «gemütskrank» (eine zeitgenössische Bezeichnung für eine affektive Psychose) war, nachdem sie schon länger von Lisa Walser (der älteren der beiden Töchter) gepflegt worden war. Nach Ansicht des Schweizer Germanisten Peter von Matt war die symbiotische Beziehung Robert Walsers zu seiner Mutter konstitutiv für dessen Schaffen. Von 1892 bis 1895 machte Walser eine Lehre bei der Kantonalbank von Bern in Biel. Im Anschluss daran arbeitete er kurze Zeit in Basel, bevor er 1895 nach Stuttgart zog, wo sein Bruder Karl lebte. Dort arbeitete er bei der Union Deutsche Verlagsgesellschaft als Schreiber in der Inseratenabteilung. Nebenbei versuchte er ohne Erfolg, Schauspieler zu werden, wozu er bei einer Schauspielerin des Hoftheaters vorsprach. Zu Fuss wanderte er in die Schweiz zurück, wo er sich Ende September 1896 in Zürich anmeldete. In den folgenden Jahren arbeitete Robert Walser häufig – wenn auch unregelmässig und in rasch wechselnden Anstellungen – als Büroangestellter und Schreibkraft. Als einer der ersten deutschsprachigen Autoren führte er das Angestelltendasein in der Folge als Topos in die Literatur ein.

### 1898–1912

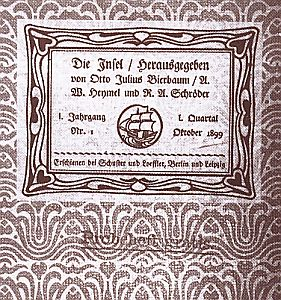
Die Zeitschrift Die Insel. Erste Umschlagseite der Erstausgabe (Ausschnitt), Oktober 1899. Im Heft vier Gedichte von Robert Walser.

1898 veröffentlichte Joseph Victor Widmann, Literaturkritiker und Feuilletonredaktor der Berner Tageszeitung Der Bund, sechs von Walsers Gedichten im Sonntagsblatt des Bunds. Franz Blei, dadurch auf ihn aufmerksam geworden, führte ihn 1899 in den vom Jugendstil geprägten Kreis um die Zeitschrift Die Insel ein. Dort lernte er unter anderen Frank Wedekind, Max Dauthendey und Otto Julius Bierbaum kennen. In der Insel erschienen in der Folge Gedichte, Dramolette und einzelne Prosastücke Walsers.
Walsers Hauptwohnsitz – die Zimmer wechselte er häufig – blieb noch bis 1905 Zürich, wobei er kurzzeitig auch an anderen Orten lebte, darunter Thun, Solothurn, Winterthur, München und bei seiner Schwester Lisa in Täuffelen. 1903 absolvierte er die Rekrutenschule. Ab dem Sommer jenes Jahres war er «Gehülfe» beim Ingenieur und Erfinder Carl Dubler in Wädenswil bei Zürich. Diese Episode lieferte den Stoff für seinen Roman Der Gehülfe (1908). 1904 erschien Walsers erstes Buch Fritz Kochers Aufsätze im Insel Verlag.
Im Spätsommer 1905 absolvierte er in Berlin einen Kurs zur Ausbildung als Diener. Als solcher liess er sich im Herbst 1905 einige Monate auf Schloss Dambrau in Oberschlesien anstellen. Die Thematik des Dienens durchzog in der Folge sein Werk – besonders ausgeprägt in seinem Roman Jakob von Gunten (1909). Anfang 1906 ging Robert Walser wieder nach Berlin. Dort eröffnete ihm sein Bruder Karl Walser, der dort schon einige Zeit als Maler, Buchgrafiker und Bühnenbildner lebte, Zugang zu Literaten-, Verleger- und Theaterkreisen. Zeitweise arbeitete Walser als Sekretär der Künstlervereinigung Berliner Secession. Unter anderem machte er in dieser Zeit die Bekanntschaft der Verleger Samuel Fischer und Bruno Cassirer, des Industriellen Walther Rathenau und des Schauspielers Alexander Moissi.
In Berlin schrieb Walser den Roman Geschwister Tanner innerhalb von sechs Wochen nieder; er wurde 1907 veröffentlicht. Sein zweiter Roman, Der Gehülfe, folgte 1908, im Jahr darauf der Roman Jakob von Gunten. Alle Bücher erschienen im Verlag von Bruno Cassirer; sein Lektor dort war Christian Morgenstern. Neben den Romanen schrieb er in dieser Zeit Prosastücke, in denen er sprachspielerisch und sehr subjektiv aus der Sicht eines ärmlichen Flaneurs populäre Lokale wie beispielsweise das «Aschinger» oder die «Gebirgshallen» skizziert. Die Romane und Prosastücke – die unter anderem in der Schaubühne, in der Neuen Rundschau, in der Zukunft, in der Rheinlande, in der Neuen Zürcher Zeitung und in Der neue Merkur erschienen – fanden eine sehr positive Aufnahme. Walser hatte sich im Literaturbetrieb etabliert. Seine Prosa wurde unter anderem von Robert Musil und Kurt Tucholsky gepriesen; und solch unterschiedliche Autoren wie Hermann Hesse und Franz Kafka zählten Walser zu ihren Lieblingsautoren.
Kleine Prosastücke publizierte Robert Walser in Zeitungen und Zeitschriften. Diese «kleine Form» sollte zu seinem Markenzeichen werden. Der grösste Teil seines Werks besteht aus solchen Prosastücken – literarischen Skizzen, die sich einer genaueren Kategorisierung entziehen.

### 1913–1929

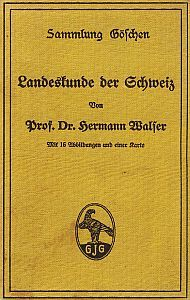
Landeskunde der Schweiz, 1914 – Walsers Bruder Hermann war Professor für Geografie in Bern

Im April 1913 ging Walser in die Schweiz zurück. Dort wohnte er anfangs bei seiner Schwester Lisa, die als Lehrerin in der Pflegeanstalt für psychisch Kranke in Bellelay arbeitete. Dort lernte er die Wäscherin Frieda Mermet kennen, mit der ihn fortan eine enge Freundschaft verband, die sich in einer kontinuierlichen und intimen Korrespondenz manifestiert. Nach einem kurzen Aufenthalt bei seinem Vater in Biel bezog er daselbst im Juli 1913 eine Mansarde im Hotel «Blaues Kreuz», in welcher er bis 1920 wohnhaft blieb. 1914 starb Walsers Vater.
Während des Ersten Weltkriegs musste Walser wiederholt Militärdienst leisten. Ende 1916 starb Walsers Bruder Ernst, der bereits einige Zeit psychisch erkrankt gewesen war, in der Heilanstalt Waldau. 1919 nahm sich Walsers Bruder Hermann, Professor der Geographie in Bern, das Leben. Walser geriet in dieser Zeit zunehmend in Isolation, u. a. weil er durch den Krieg weitgehend von Deutschland abgeschnitten war. Zudem konnte er von seiner Tätigkeit als freier Schriftsteller – trotz umfangreicher Produktion – kaum seinen Lebensunterhalt bestreiten.
Während seiner Bieler Zeit veröffentlichte Walser eine Vielzahl von kleinen Prosastücken, die in Zeitungen und Zeitschriften in Deutschland und der Schweiz erschienen sowie in Auswahl in den Bänden Aufsätze (1913), Geschichten (1914), Kleine Dichtungen (1915; Impressum: 1914), Prosastücke (1917), Kleine Prosa (1917), Poetenleben (1917; Impressum: 1918), Komödie (1919) und Seeland (1920; Impressum: 1919) gedruckt wurden. Die Publikation Kleine Dichtung wurde mit dem Preis des «Frauenbundes zur Ehrung rheinländischer Dichter» geehrt und erschien als Erstausgabe für den Frauenbund 1914. Mit Der Spaziergang (1917) entstand der einzige längere Text dieser Zeit.
Walser, der seit seiner Jugend ein begeisterter Spaziergänger war, begann in dieser Zeit regelmässig lange Fusstouren, oft auch Nacht- und geradezu Gewaltmärsche zu unternehmen. In seinen Prosastücken dieser Zeit wechseln sich solche aus der Sicht des Wanderers, der fremd durch die nahe Fremde geht, ab mit spielerischen Aufsätzen über Schriftsteller und Künstler. In der Bieler Zeit (1913–1921) lässt sich auch eine «Hinwendung zur alten-neuen Umgebung» feststellen und damit eine stilistische und thematische Verschiebung hin zu Naturbetrachtungen und Idylle.
Anfang 1921 zog Walser nach Bern, wo er für einige Monate eine Stellung als «Aushülfsangestellter» im Staatsarchiv Bern annahm. In dieser Zeit schrieb er auch den verschollenen Roman Theodor. In Bern lebte er sehr zurückgezogen und wohnte in möblierten Zimmern, die er häufig wechselte – in zwölf Jahren bewohnte er sechzehn verschiedene Zimmer.

### 1929–1956

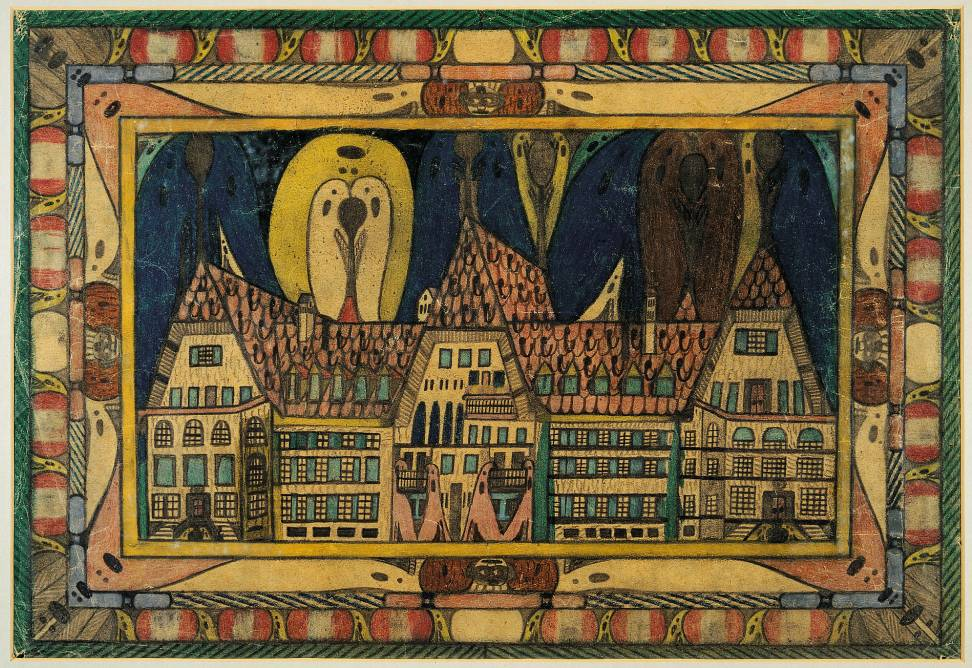
Heilanstalt Waldau, Gemälde von Adolf Wölfli, 1921

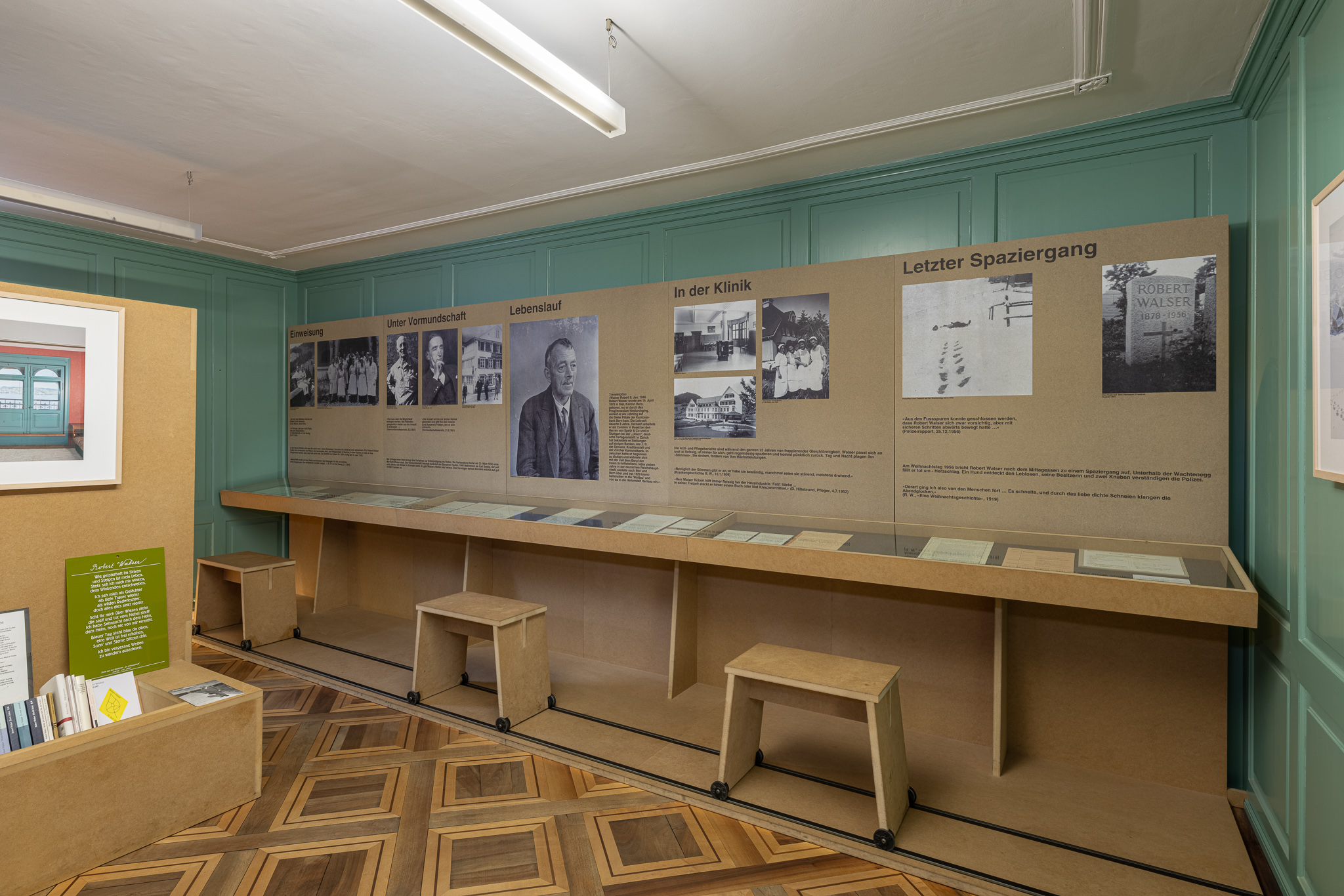
Robert-Walser-Zimmer, Museum Herisau AR

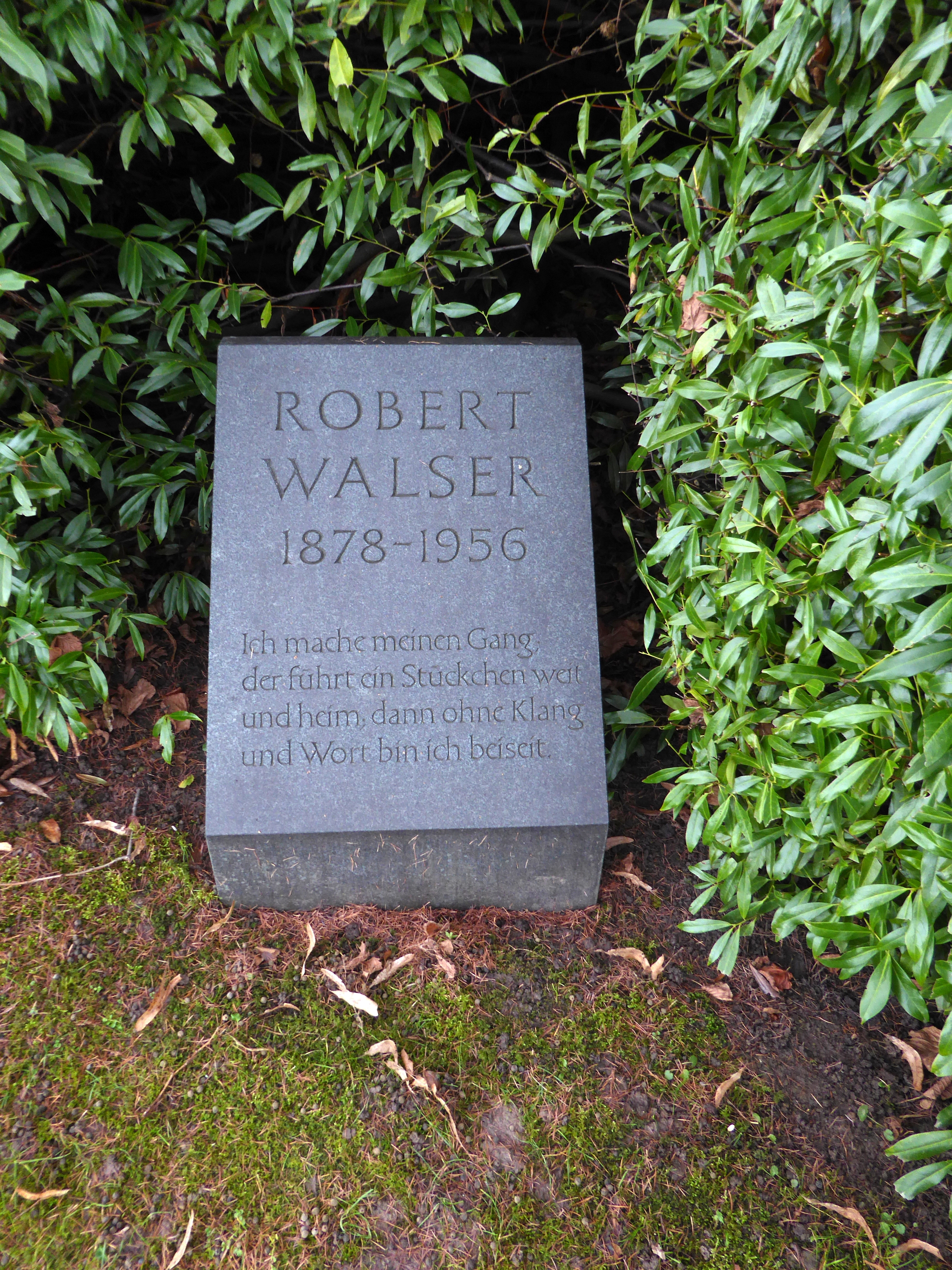
Gedenkstein. Friedhof Herisau

Anfang 1929 begab sich Walser, der schon seit einiger Zeit von Angstzuständen und Halluzinationen geplagt wurde, nach einem geistigen Zusammenbruch auf Rat eines Psychiaters und auf Drängen seiner Schwester Lisa Walser in die Heilanstalt Waldau in Bern. In einem Arztprotokoll heisst es: «Der Patient gibt zu, Stimmen zu hören.» Von einer freiwilligen Selbsteinlieferung kann daher vielleicht nicht gesprochen werden. In der Anstalt normalisierte sich Walsers Zustand nach einigen Wochen, und er verfasste und publizierte weiter Texte, wenn auch mit Pausen und insgesamt sehr viel weniger als in den vorausgegangenen Jahren. Dabei bediente er sich weiterhin der von ihm als «Bleistiftmethode» bezeichneten Schreibweise: In kleinster deutscher Kurrentschrift, deren Buchstaben gegen Ende dieser Phase kaum mehr höher als ein Millimeter waren, schrieb er Gedichte und Prosatexte, auch Mikrogramme genannt, die er in einem zweiten Arbeitsgang auswählend und redigierend mit der Feder ins Reine übertrug. Allerdings sind nicht viele Entwürfe aus dieser Zeit erhalten, mehr Reinschriften und veröffentlichte Texte. 
Erst als Walser gegen seinen Willen 1933 in seinen Heimatkanton in die Heil- und Pflegeanstalt Herisau versetzt wurde – und vermutlich auch, weil mit der Machtübernahme der Nationalsozialisten ein wesentlicher Markt zur Veröffentlichung seiner Texte in deutschen Zeitungen und Zeitschriften verschwunden war –, hörte er mit dem Schreiben auf, «obwohl ihm der Direktor der Anstalt, Dr. Otto Hinrichsen», der selbst als Dichter ein umfassendes Œuvre hervorbrachte, «ein Zimmer für literarische Tätigkeiten zur Verfügung stellte». Wie die anderen Anstaltsinsassen war Walser mit der Herstellung von Papiersäcken sowie mit Aufräumarbeiten beschäftigt. In seiner Freizeit las er gern Unterhaltungsliteratur. 1934 erhielt er, gegen seinen Willen, einen Vormund.
In der Heilanstalt Herisau besuchte ihn ab 1936 sein Bewunderer und späterer Vormund, der Schweizer Schriftsteller und Mäzen Carl Seelig. Dieser berichtete später in dem Buch Wanderungen mit Robert Walser über seine Gespräche mit Walser aus jener Zeit. Carl Seelig bemühte sich früh darum, den fast schon vergessenen Robert Walser durch Neuausgaben seiner Werke wieder bekannt zu machen. Nach dem Tod des Bruders Karl (1943) und der Schwester Lisa (1944) übernahm Seelig die Vormundschaft. Walser, der zwar verschroben war, aber schon lange keine Zeichen psychischer Krankheit mehr zeigte, lehnte es in dieser Zeit wiederholt ab, die Anstalt zu verlassen.
Robert Walser liebte lange, einsame Spaziergänge. Am ersten Weihnachtsfeiertag 1956 starb er an einem Herzschlag bei einer Wanderung durch ein Schneefeld, wo er kurz darauf gefunden wurde. Die Fotografien des toten Spaziergängers im Schnee erinnern an ein ähnliches Bild des toten Dichters Sebastian im Schnee aus Robert Walsers erstem Roman Geschwister Tanner.

## Werk und Rezeption

### Allgemeines
Typisch für Robert Walsers Texte ist eine verspielte Heiterkeit, unterlegt jedoch von oft handfesten existenziellen Ängsten. Viele Werke, besonders die frühen, wirken beim ersten Lesen naiv und verspielt. Doch hinter dieser vermeintlichen Einfachheit und Unbefangenheit verbergen sich sehr moderne, genaue Alltagsbeobachtungen, die häufig weg von der Realität in eine höchst künstliche, selbstbezogene Form- und Sprachwelt führen. Heute werden Walsers Texte, die erst ab Mitte der 1960er Jahre vollständig ediert wurden, gerade deshalb zu den wesentlichen Werken der literarischen Moderne gezählt. In seiner Sprache finden Anklänge an das Schweizerdeutsche einen charmanten und frischen Ausdruck, während gleichzeitig sehr persönliche Betrachtungen verwoben werden mit «Texten über Texte», das heisst Reflexionen über oder auch Variationen von anderen literarischen Werken. Dabei mischt Walser oft Trivialliteratur mit Hochliteratur.

### Werkphasen
Das Werk von Robert Walser lässt sich schwer fassen. Das liegt einerseits daran, dass er seine kleinen Prosastücke an verschiedenen Orten publiziert hat (Zeitungen, Zeitschriften), andererseits auch daran, dass das Werk stetig, bis in die Gegenwart hinein durch noch unbekannte Texte erweitert wird und wächst – noch 2016 wurden in der Zentralbibliothek Solothurn Briefe von Robert Walser an Emil Wiedmer, Redaktor der Literaturzeitschrift Die Ähre, gefunden. Passend ist deshalb das Walser-Zitat, das im Robert-Walser-Handbuch zur Charakterisierung der Einheit des Werkes als ein «mannigfaltig zerschnittenes oder zertrenntes Ich-Buch» verwendet wird. 
Weil die Einteilung des Walserschen Werks so schwierig erscheint, hat sich in der Forschung die Gliederung in vier Werkphasen durchgesetzt, die sich an den häufig wechselnden Aufenthaltsorten des Autors orientieren: die frühen Werke (1898–1905), die im Umfeld von Jugendstil und Ästhetizismus standen; die vergleichsweise realistischen Werke der Berliner Zeit (1905–1913), in der sämtliche zu Lebzeiten Walsers veröffentlichten Romane entstanden; die vordergründig stark auf Heimatkunst und Schweizer Sujets zurückgreifenden Schriften der Bieler Zeit (1913–1920) und die immer abstrakter, hermetisch werdenden Prosastücke, Gedichte und Dramolette der Berner Zeit (1921–1933), die dem Umfang nach den grössten Teil von Walsers Werk ausmachen. Nach 1933, in der Zeit in Herisau (1933–1956), verstummte der Autor auf der literarischen Ebene fast vollständig. Vereinzelt schreibt Walser noch Briefe, doch 1949 brach dies ebenfalls ab.

#### 1898–1905: Anfänge
Ab 1898 erschienen im Sonntagsblatt des Bundes Gedichte von Walser. Von März 1902 bis August 1903 wurde die spätere Buchpublikation Fritz Kocher’s Aufsätze abgedruckt. Josef Viktor Widmann, Redaktor des Sonntagsblatts, schreibt in den einführenden Worten, dass in Walsers Stimmungen «etwas Urwüchsiges, Echtes und dabei etwas sehr Feines […] Ausdruck» finde. Ab 1899 veröffentlichte auch die Zeitschrift Die Insel Gedichte, Prosa und die frühen Dramolette Walsers.
Die erste und einzige Buchpublikation in diesen frühen Jahren ist das Bändchen Fritz Kocher’s Aufsätze, das im Jahr 1904 beim Insel Verlag erschien. Obwohl es auf Grund dessen nicht so erscheint, war Walser in den ersten Jahren enorm produktiv. Insgesamt sind rund 80 Gedichte aus diesen Jahren überliefert, hinzu kommen dramatische Texte und Prosastücke. In den Sammlungen, die erst in der Berliner Zeit erschienen, finden sich denn auch viele Gedichte aus der Anfangszeit: Ein Grossteil der 40 Gedichte in Gedichte (1909, mit 16 Radierungen vom Bruder Karl Walser) wurde bereits zwischen 1898 und 1900 in Zeitschriften (Sonntagsblatt des Bundes, Wochenschrift Freistatt, Zeitschrift Opale und andere) veröffentlicht. Doch erschienen sie erst während der Berliner Zeit als Buch.
Auch die Publikation Komödie (1919) geht entstehungszeitlich auf die frühe Periode um 1900 zurück. Bereits 1903 sind denn auch Pläne zur Veröffentlichung der Dramen gemacht worden, wie man in der Verlags-Korrespondenz von Walser nachlesen kann. Die Publikation Fritz Kocher’s Aufsätze hätte erst einer von drei Bänden sein sollen; in den Bänden 2–3 wären die Dramolette und die Gedichte abgedruckt worden. In einem Brief an den Insel Verlag vom 16. Januar 1905 schreibt er:

«Ohne irgend einen Druck meinerseits machen zu wollen, frage ich Sie hierdurch höfl. an, ob Sie daran denken, mit dem Druck des zweiten (Dramen-)Bandes zu beginnen. Derselbe würde vorläufig ‹Knaben›, ‹Dichter›, ‹Aschenbrödel› enthalten, welche Werke alle in der Insel erschienen sind. Franz Blei schreibt, er hoffe, daß bald die ‹Verse› erscheinen, dann werde er in der ‹Zeit› Wien einen längeren Aufsatz bringen.»

Obwohl die Rezensionen zu Walsers erstem Buch wohlwollend ausfielen, fand die Publikation kaum Absatz. «1910 wurde das Buch im Preis herabgesetzt und bald darauf verramscht.» Die weiteren Bände wurden nie verlegt.
Ebenfalls in diese frühe, produktive Phase Walsers fällt die Entstehung der Mundart-Szenenfolge Der Teich, der erst 1966 in Auszügen in Robert Mächlers Biographie abgedruckt wurde und 1972 in Band 12.1 des Gesamtwerks von Jochen Greven zum ersten Mal vollständig abgedruckt wurde. Der Teich ist der einzige in Mundart geschriebene Text Walsers. Datiert wurde er von Bernhard Echte auf 1902.
Walsers Debüt enthält also sowohl lyrische Werke als auch Prosatexte. Während die Form der Prosa – als Feuilletonist, um Geld zu verdienen, aber auch als Romanautor – über die gesamte Schaffensphase hinweg bestehen blieb, verteilt sich Walsers lyrische Produktion auf drei Phasen: in den Anfangsjahren (1898–1905), am Ende der Bieler Zeit (ca. 1919–1920) und in der Berner Zeit (ca. 1924–1931).
Im Bureau (Auszug)
Der Mond blickt zu uns hinein,
er sieht mich als armen Kommis
schmachten unter dem strengen Blick
meines Prinzipals.
[....]
Der Mond ist die Wunde der Nacht,
Blutstropfen sind alle Sterne.
Ob ich dem blühenden Glück auch ferne,
ich bin dafür bescheiden gemacht.
[....]
(1897/1898)
Hier, nimmt man die letzte Strophe, werden Klischees der Romantik bzw. der seinerzeit sehr beliebten Neuromantik aufgegriffen und mit einer in der ersten Strophe geschilderten Alltagssituation aus dem einfachen Leben vermeintlich ungeschickt in Beziehung gesetzt. Was Walser hier, wie in seinen frühen Prosastücken, gelingt, ist es, abgelebte, erstarrte literarische Formen mit einer neuen Perspektive «von unten» (jener des kleinen Angestellten, einer Bürokraft – des «Kommis») in Verbindung, in Kontrast zu setzen und so mit neuem Leben zu erfüllen. Walsers frühe Texte – hier ist sich die Kritik einig – gelten als frühe Beispiele einer Angestelltenliteratur, die das damals noch neue Sujet der Bürowelt in die Literatur holte.
Ähnlich verfährt er in Texten wie in den in Fritz Kocher’s Aufsätzen gesammelten Prosastücken. Abgegriffene Themen, die tausende von Schülern dem Beispiel der Klassiker folgend in Schulaufsätzen abhandeln müssen, greift er, ohne dabei direkt ironisch oder parodistisch vorzugehen, auf – und unterläuft sie durch seine beinah sklavische Verehrung der vorgegebenen Form, seine ganz unironische Art, das noch so platte Thema ernsthaft, persönlich und als wäre es neu behandeln zu wollen: «Es ist schwer, über die Natur zu schreiben, besonders für einen Schüler der A-Klasse. Über Menschen geht es an: man hat feste Züge. Die Natur aber ist so verschwommen, so fein, so ungreifbar, so unendlich. Dennoch versuche ich es. Ich liebe es, mich mit dem Schweren herumzubalgen. Nichts ist unmöglich habe ich schon irgendwo sagen gehört.» (Die Natur, 1902) Hier zeichnen sich bereits Charakteristiken ab, die Walsers gesamtes Werk durchziehen: Bescheidenheit, Unterwürfigkeit, die jedoch so halsstarrig ist, dass sie das, dem sie sich zu unterwerfen vorgibt, gerade umso mehr untergräbt.

#### 1905–1913: Berliner Zeit

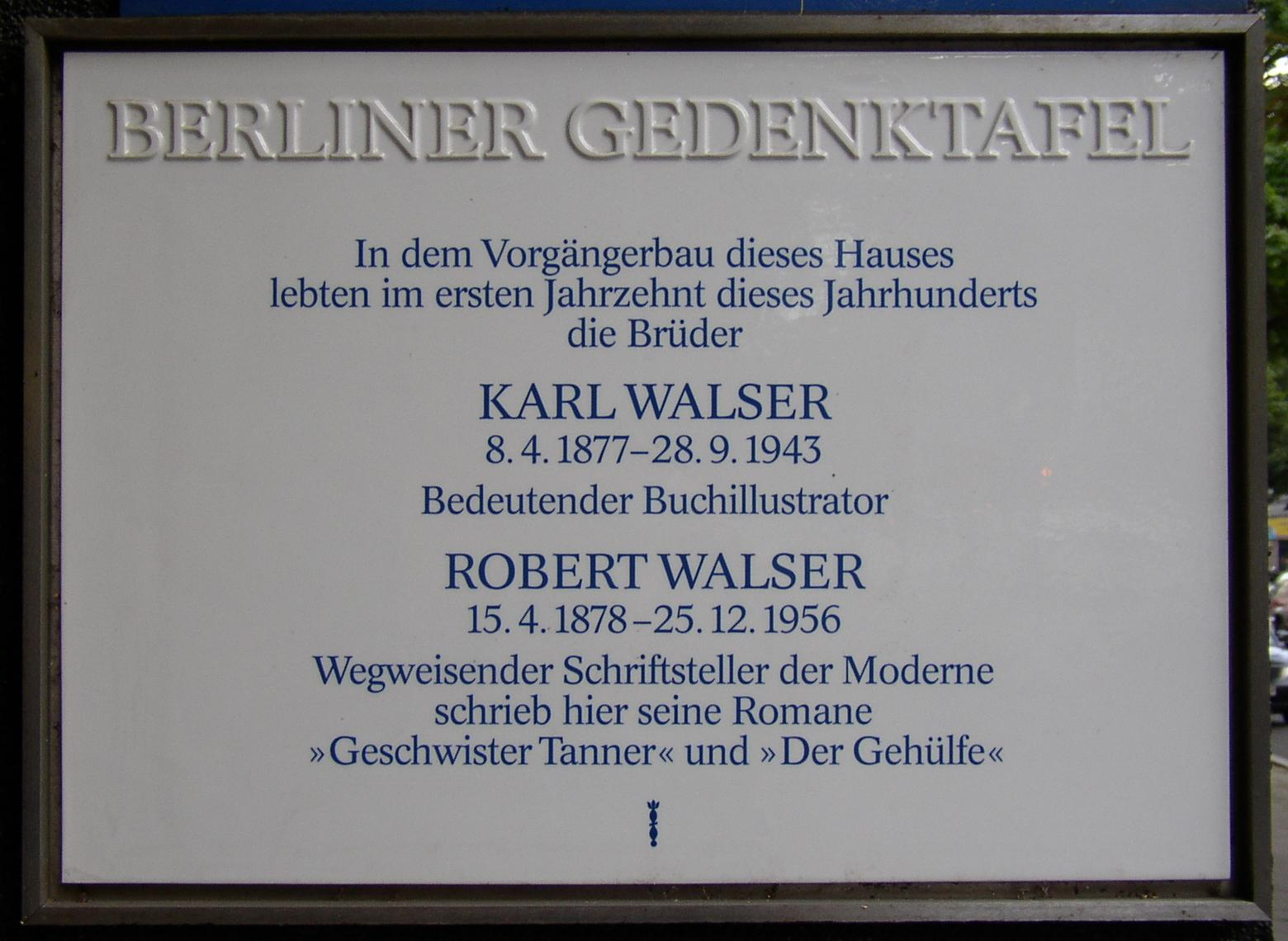
Berliner Gedenktafel in der Kaiser-Friedrich-Strasse 70 in Berlin-Charlottenburg

Die Berliner Zeit begann produktiv. Zwischen 1906 und 1909 entstanden Walsers Romane Geschwister Tanner, Der Gehülfe und Jakob von Gunten. Alle drei Romane wurden im Verlag von Bruno Cassirer veröffentlicht, nachdem der Lektor Christian Morgenstern Walsers Roman-Erstling (Geschwister Tanner) begeistert gelesen hatte und ihn gar mit seiner Parallellektüre von Dostojewskis Die Brüder Karamasow vergleicht. Neben der Veröffentlichung der drei Romane publizierte Walser auch zahlreiche Prosastücke in grossen Zeitungen und Zeitschriften, die er erst 1913/1914, bereits in Biel wohnhaft, als Sammelbände veröffentlichen konnte (siehe nächstes Kapitel).
Charakteristisch für die Berliner Zeit ist eine ‹Poetik der Moderne›, die durch die «intertextuellen und werkinternen Bezüge und in der Auseinandersetzung mit zeitgenössischen Diskursen» entstand und die in den wiederholenden Motiven der Grossstadt Erfüllung findet: «Berlin, als Metropole der Moderne, wird […] zu einem Topos der literarischen Landschaft Walsers». Walser war durch seinen Bruder Karl in die Kunst- und Literaturszene Berlins eingeführt worden. Er verkehrte in der Berliner Secession und traf auf einflussreiche Persönlichkeiten wie Walther Rathenau, Paul Cassirer und Efraim Frisch. Doch diese gesellschaftlichen Kreise der Reichen und Schönen wurden nicht Teil seines Schaffens. Seine Stücke enthielten nichts, das «dem Identifikationsbedürfnis des aufsteigenden Bürgertums» entsprach. Vielmehr beschreibt er das Leben im wilhelminischen Berlin aus der Sicht von unten, der Sicht eines kleinbürgerlichen Müssiggängers. Damit aber beförderte er sich immer stärker ins gesellschaftliche und literarische Abseits. Seine subtile Abwendung von der einflussreichen Gesellschaft spiegelt sich in den Texten und wird über die Jahre stärker akzentuiert. In Aschinger schreibt er:

«Wenn einer den Mund gerade voll hat, so sehen zu gleicher Zeit seine Augen einen, der mit Hereinschieben betätigt ist, an. Und die Leute lachen nicht einmal, auch ich nicht. Seit ich in Berlin bin, habe ich mir abgewöhnt, das Menschheitliche lächerlich zu finden.»

In Bedenkliches steht:

«Wie sie sich verkennen in der engbegrenzten Überzeugung, mehr wert zu sein als der andere. Ganz naiv nennen sie sich gebildet, die hochgestülpte Nase rümpfend übereinander. Die Armen. Wenn sie wüßten, wie ungebildet und ungeschult der Hochmut ist, wie schlecht erzogen man ist, beherrscht von der Unfähigkeit, sich selbst zu beurteilen.»

Dieser «Realismus» findet sich am deutlichsten im Roman Der Gehülfe. In anderen Texten jedoch, allen voran Jakob von Gunten, verwandelt sich diese realistische Welt, ohne deshalb romantisch oder märchenhaft zu werden, in ein unbegreifliches Monstrum, das, mit allen banalen Details des Alltags versehen, doch gerade deswegen ein noch grösseres, ganz und gar undurchdringliches Rätsel aufwirft. Nicht ohne Grund bewunderte Franz Kafka, dessen frühe Texte ähnlich funktionieren, besonders Walsers Arbeiten aus dieser Zeit.
Neben den kritischeren Texten waren die Grossstadt, das Kino, das Theater, aber auch das Flanieren, Naturbetrachtungen und Alltagsbeobachtungen Themen der Berliner Zeit.

#### 1913–1921: Bieler Zeit
1913 kehrte Robert Walser in die Schweiz zurück. Der Umzug zurück in die Heimat war auch ein Rückzug aus der Gesellschaft und aus dem Literaturbetrieb ins Private. Nur wenige stetige Kontakte sind in dieser Zeit belegt. Die Inspiration für sein Schreiben fand Walser in langen Spaziergängen in der Natur. Der Ortswechsel spiegelt sich denn auch in den inhaltlichen und stilistischen Verschiebungen in seinem Werk: weg von den Grossstadtthemen, hin zu mehr Idylle. Letztere wird aber auch immer wieder gebrochen und ist von der vorherrschenden Krisenzeit geprägt.
Als Fremder und zugleich Vertrauter in der eigenen Heimat lässt Walser seine Erzähler in den ersten Jahren der Rückkehr die Ruhe und Unbedeutsamkeit der Kleinstädte – im Gegensatz zur hektischen, spektakulären Metropole Berlin – entdecken. Im Abendspaziergang schreibt er:

«Die Erde war so eigentümlich dunkel, die Häuser standen so hell und still da, grüne freundliche Fensterläden gaben einen so frohen, lieben, altbekannten Klang. Hie und da ein paar ernsthafte sonntäglich gekleidete Menschen. Männer, Frauen und Kinder. Die Kinder spielen auf den weichen sauberen feuchten Wegen Frühjahrsspiele, und der milde, warme Himmel war so voll sanfter und stürmischer Bewegung. Das Immergrün an den hohen Mauern und die Mauern und Felsen selber redeten die jugendlichste Sprache, als solle die ganze lebendige Welt mit einmal wieder jung werden. Alles so froh, so leicht, so zart, so zärtlich. Ich ging mit einer gewissen sorgsamen Bedachtsamkeit spazieren, wobei ich immer stillhielt und mich umdrehte, als könne mir dieses und jenes Schöne verloren gehen.»

Der Bruch mit der Idylle ist mit der Möglichkeit des Verlustes bereits angedeutet. Mit dem Beginn des Krieges 1914 wird die Fragilität dieser Ruhe immer deutlicher. Die Texte enthalten mehr Ironie, aber auch die Unsicherheit und die Angst der Krisenzeit scheint durch. Vereinzelt werden Krieg und Soldatenwesen in den Texten auch thematisiert (Der Soldat, Beim Militär):

«Vor meinen Augen stand mein weiches kostbares behagliches Heim, mein schönes Weib und die süßen Kinder, die ich über alles liebte. Vor meinen Augen stand aber auch der Säbel, den ich fortgeworfen hatte und das Gefecht, aus welchem ich geflohen war.»

Von der Menge der Buchpublikationen her waren die Bieler Jahre erfolgreich. Es entstand zwar nur ein längerer Text – Der Spaziergang (1917) –, dafür gab es mehrere Sammelbände mit Prosastücken. Die meisten davon erschienen bereits vor der Buchveröffentlichung in über zwanzig Zeitungen und Zeitschriften verstreut (Der Neue Merkur, Der Bund, Neue Zürcher Zeitung u. a.) Einzig das Buch Prosastücke versammelt unveröffentlichtes Material. Der Spaziergang (1917) kam zunächst selbständig im Huber Verlag in Frauenfeld heraus als 9. Titel der Reihe Schweizerische Erzähler, in der Sammlung Seeland wurde dieselbe Erzählung 1919 dann stark überarbeitet nochmals abgedruckt. Das Vorgehen der Überarbeitung „war eine für Walsers Bieler Zeit übliche Vorgehensweise, die bereits auf die später entstehende ‚Bleistiftmethode‘ hindeutet.“
Die in der Bieler Zeit entstandenen Bände Aufsätze (1913), Geschichten (1914) und Kleine Dichtungen (1915; Impressum: 1914) wurden im Kurt Wolff Verlag in Leipzig gedruckt. Prosastücke (1917) erschienen im Rascher Verlag in Zürich; Kleine Prosa (1917), Poetenleben (1917; Impressum: 1918) und Seeland (1920; Impressum: 1919) wurden im Alexander Francke Verlag in Bern gedruckt. Die Komödie (1919) erschien bei Bruno Cassirer in Berlin und geht entstehungszeitlich auf die frühen Werke zurück, so wie die 1919 neu aufgelegten Gedichte. Ob dies für Walser Auslöser war, sich wieder vermehrt der Lyrik zuzuwenden, bleibt nur eine Vermutung. Nachgewiesen ist, dass Walser 1919 der Zeitschrift Pro Helvetia ein Gedicht zur Veröffentlichung anbot (vgl. Brief vom 19. März 1919). Das Ende der Bieler Zeit stellt auch den Anfang der zweiten lyrischen Schaffensphase dar.

#### 1921–1933: Berner Zeit
Ab 1921 lebte Robert Walser in Bern. In diese Zeit fällt eine seiner produktivsten Schaffensphasen. Vor allem in den Jahren 1924–1926 schrieb er fast täglich, publizierte in wichtigen Tageszeitungen (Prager Presse, Berliner Tageblatt, Frankfurter Zeitung) und war einer der meistvertretenen Autoren in den Feuilletons: «In der zweiten Hälfte der 1920er Jahre dürfte kein Schweizer Autor in den deutschsprachigen Feuilletons und literarischen Zeitschriften so häufig vertreten gewesen sein wie Robert Walser»; schreibt Kerstin Gräfin von Schwerin. Typisch für die Berner Prosa sind die «Berichterstattung über Alltägliches, kleine Kaleidoskope von Impressionssplittern, Erinnerungspartikeln, Reflexion und Selbstbetrachtung zuweilen in blosser additiver Reihung, zuweilen in eine Erlebnis-Szenerie gerahmt». Walser liess sich von seiner Umgebung inspirieren, saugte alles in sich auf und machte es zum Ausgangspunkt seiner ‹Prosastückli›.
Ebenfalls ist in dieser Zeit eine Verschiebung vom ‹Was› zum «‹Wie› des sprachlichen und gedanklichen Gestus» zu beobachten. Einerseits schrieb Walser häufiger über das Schreiben und die Anstrengungen der Schriftstellerei, andererseits radikalisierte und verdichtete sich auch Walsers Schreib-Stil. 
Spätestens ab 1924 schrieb er «Mikrogramme» (so genannt nach der winzigen, schwer zu entziffernden Bleistiftschrift, die Walser zur Niederschrift benutzte), das heisst Entwürfe zu Gedichten, Prosastücken, Szenen und einen ganzen Roman (Der Räuber). Bereits 1917 entwickelte Robert Walser, nach eigener Aussage, ein zweistufiges Schreibverfahren, bei dem die Entwürfe mit Bleistift, die Reinschriften mit Tinte geschrieben wurden. Nur ein Teil dieser Schriften wurde auch mit der Feder ins Reine geschrieben, um sie Redaktionen zum Abdruck einzureichen. In diesen Texten verdichtete er seinen sprachspielerisch subjektiven Stil zu noch höherer Abstraktion. Viele Texte dieser Zeit arbeiten auf mehreren Ebenen – sie können sowohl als naiv-verspielte Feuilletons gelesen werden wie auch als hochkomplexe, anspielungsreiche Montagen. Walser nahm dabei gleichermassen Einflüsse aus der Hoch- wie auch Trivialliteratur auf und erzählte beispielsweise die Handlung von Bahnhofsromanen nach, jedoch so, dass das – nie genannte – Original nicht mehr wiederzuerkennen war. Ein grosser Teil von Walsers Werk entstand in diesen sehr produktiven Jahren in Bern. Er fand jedoch nur noch für ein schmales Buch einen Verlag: die Prosasammlung Die Rose (1925) – dies ist die letzte Veröffentlichung, die der Autor selber aktiv erwirkt und zusammengestellt hat.
Die in den mikrographischen Bleistiftentwürfen enthaltenen, sonst unbekannten Texte wurden 1985–2000 von Bernhard Echte und Werner Morlang entziffert und in sechs Bänden ediert (Aus dem Bleistiftgebiet). Zuvor hatten Jochen Greven und Martin Jürgens 1972 daraus erst den Räuber-Roman und die Felix-Szenen entziffert und herausgegeben.
Ab 1929 setzt er seine literarische Arbeit in der Heilanstalt Waldau bei Bern noch bis 1933 fort. Nach der Übersiedelung in die Heil- und Pflegeanstalt Herisau war Walser nicht mehr literarisch tätig.

### Rezeption

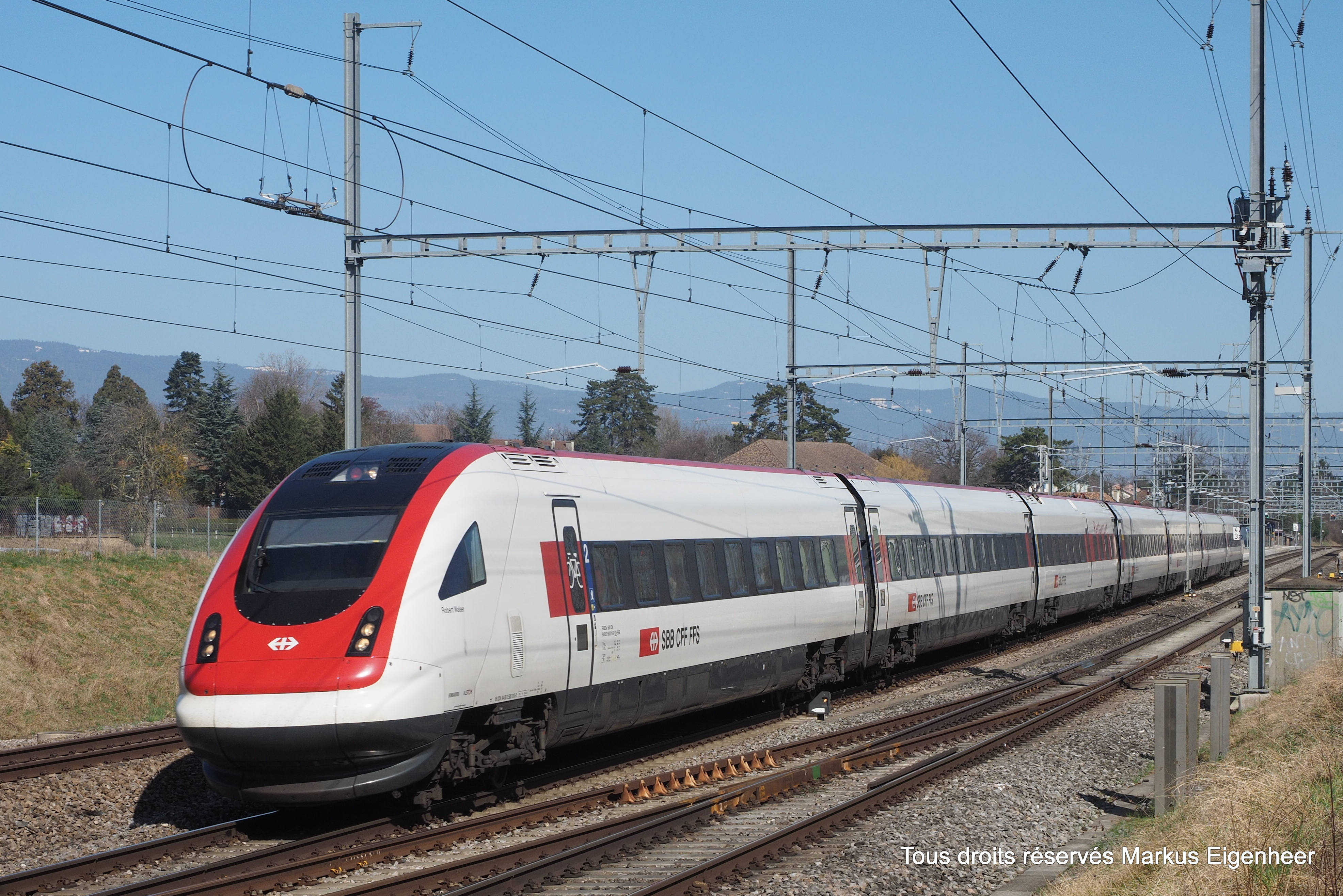
SBB-Zug «Robert Walser»

Walser, der vielleicht mit Ausnahme seiner frühen Jahre im Umkreis der Zeitschrift Die Insel nie einer literarischen Schule, Gruppe oder Richtung angehörte, war vor dem Ersten Weltkrieg und auch noch in den 1920er Jahren ein angesehener, viel veröffentlichter Autor, zuletzt freilich fast nur noch als Feuilletonist. In den 1930er Jahren geriet er in Deutschland bald in Vergessenheit, woran auch Carl Seeligs Editionen, die in der Schweiz erschienen und fast nur dort beachtet wurden, wenig änderten.
Robert Walser wurde erst ab den 1970er Jahren in breiterem Umfang wiederentdeckt, obwohl Christian Morgenstern, Robert Musil, Kurt Tucholsky, Franz Kafka, Walter Benjamin und Hermann Hesse zu seinen grossen Bewunderern gehört hatten. Seither sind fast alle seine Schriften durch eine umfangreiche Werkausgabe und die Edition der späten Entwurfmanuskripte zugänglich gemacht worden. Walsers Wirkung auf so unterschiedliche zeitgenössische Autoren wie Martin Walser, Peter Bichsel, Ror Wolf, Peter Handke, Elfriede Jelinek, W. G. Sebald oder auch Max Goldt ist bedeutend.
2003 schuf die Schweizer Grafikerin Käthi Bhend das Bilderbuch Einer, der nichts merkte zu einem Abschnitt aus dem Prosatext Lampe, Papier und Handschuh von Robert Walser (abgedruckt in dem Band Spaziergang bei Suhrkamp).
1967 hat Robert Walsers Schwester Fanny Hegi-Walser ihren Nachlass an die 1966 von Dr. Elio Fröhlich gegründete Carl Seelig-Stiftung abgetreten unter der Bedingung, dass alle Dokumente in einem zu gründenden Robert Walser-Archiv verwahrt, gepflegt und zugänglich gemacht werden sollen. Getragen von der Stiftung wurde dieses 1973 gegründet. 1996 wurde von der Carl Seelig-Stiftung die Robert Walser-Gesellschaft mitinitiiert, und die Stiftung selbst wurde 2004 in die Robert Walser-Stiftung Zürich umbenannt (ab 2009 Robert Walser-Stiftung Bern).
Aufgrund von finanziellen Schwierigkeiten erfolgte 2009 der Umzug nach Bern und die Eröffnung des Robert Walser-Zentrums. Ziel der Institution ist es, die Werke Robert Walsers und seines Freundes und Mäzens Carl Seelig zu archivieren, zu inventarisieren, zu erforschen und einem breiteren Publikum zugänglich und bekannt zu machen. Das Robert Walser-Zentrum beherbergt neben dem Robert Walser-Archiv eine Bibliothek, die alle – auch die nicht fiktionalen – Texte Robert Walsers versammelt. Zudem sind dort regelmässig wechselnde thematische Ausstellungen zu Robert Walser zu sehen.
In seiner Heimatstadt Biel wurde 1978 die Stiftung Robert Walser Biel/Bienne gegründet, die den Robert Walser-Preis verleiht. Nach Robert Walser wurde ein Neigezug der SBB benannt. Der Installationskünstler Thomas Hirschhorn widmete Robert Walser eine Skulptur, die im Sommer 2019 für die Dauer von 86 Tagen vor dem Bieler Hauptbahnhof stand.

## Auszeichnungen
- Preis des «Frauenbundes zur Ehrung rheinländischer Dichter». Erstausgabe für den Frauenbund 1914.

## Werke

### Werkausgaben
- Dichtungen in Prosa. Hrsg. v. Carl Seelig. Holle Verlag, Kossodo Verlag, Genf/Darmstadt/Frankfurt am Main 1953–1961.
  - Aufsätze, Kleine Dichtungen. Hrsg. v. Carl Seelig. Holle Verlag, Genf/Darmstadt 1953 (= Dichtungen in Prosa, 1).
  - Unveröffentlichte Prosadichtungen. Hrsg. v. Carl Seelig. Holle Verlag, Genf/Darmstadt 1954 (= Dichtungen in Prosa, 2).
  - Der Gehülfe. Roman. Hrsg. v. Carl Seelig. Holle Verlag, Genf/Darmstadt 1955 (= Dichtungen in Prosa, 3).
  - Fritz Kocher’s Aufsätze, Die Rose und Kleine Dichtungen. Hrsg. v. Carl Seelig. Verlag Helmut Kossodo, Genf/Frankfurt am Main 1959 (= Dichtungen in Prosa, 4).
  - Komödie, Geschichten und Der Spaziergang. Hrsg. v. Carl Seelig. Verlag Helmut Kossodo, Genf/Frankfurt am Main 1961 (= Dichtungen in Prosa, 5).

- Das Gesamtwerk (12 Bde. in 13 Teil-Bde.). Hrsg. v. Jochen Greven, Verlag Helmut Kossodo, Genf/Hamburg 1966–1975.
  - Fritz Kochers Aufsätze, Geschichten, Aufsätze. Hrsg. v. Jochen Greven. Verlag Helmut Kossodo, Genf/Hamburg 1972 (= GW, 1).
  - Kleine Dichtungen, Prosastücke, Kleine Prosa. Hrsg. v. Jochen Greven. Verlag Helmut Kossodo, Genf/Hamburg 1971 (= GW, 2).
  - Poetenleben, Seeland, Die Rose. Hrsg. v. Jochen Greven. Verlag Helmut Kossodo, Genf/Hamburg 1967 (= GW, 3).
  - Geschwister Tanner. Roman, Jakob von Gunten. Ein Tagebuch. Hrsg. v. Jochen Greven. Verlag Helmut Kossodo, Genf/Hamburg 1967 (= GW, 4).
  - Der Gehülfe. Roman. Hrsg. v. Jochen Greven. Verlag Helmut Kossodo, Genf/Hamburg 1972 (= GW, 5).
  - Phantasieren. Prosa aus der Berliner und Bieler Zeit. Hrsg. v. Jochen Greven. Verlag Helmut Kossodo, Genf 1966 (= GW, 6).
  - Festzug. Prosa aus der Bieler und Berner Zeit. Hrsg. v. Jochen Greven. Verlag Helmut Kossodo, Genf/Hamburg 1966 (= GW, 7).
  - Olympia. Prosa aus der Berner Zeit (I) 1925/1926. Hrsg. v. Jochen Greven. Verlag Helmut Kossodo, Genf/Hamburg 1967 (= GW, 8).
  - Maskerade. Prosa aus der Berner Zeit (II) 1927/1928. Hrsg. v. Jochen Greven. Verlag Helmut Kossodo, Genf/Hamburg 1968 (= GW, 9).
  - Der Europäer. Prosa aus der Berner Zeit (III) 1928–1933. Hrsg. v. Jochen Greven.Verlag Helmut Kossodo, Genf/Hamburg 1968 (= GW, 10).
  - Gedichte und Dramolette. Hrsg. v. Robert Mächler. Verlag Helmut Kossodo, Genf/Hamburg 1971 (= GW, 11).
  - Entwürfe, Verschiedene Schriften. Mit editorischen Berichten und einem alphabetischen Gesamtverzeichnis der kleinen Prosa. Hrsg. v. Jochen Greven unter Mitarbeit v. Martin Jürgens. Verlag Helmut Kossodo, Genf/Hamburg 1972 (= GW, 12.1).
  - Briefe. Hrsg. v. Jörg Schäfer unter Mitarbeit v. Robert Mächler. Verlag Helmut Kossodo, Genf 1975 (= GW, 12.2).

- Sämtliche Werke in Einzelausgaben (20 Bde). Hrsg. v. Jochen Greven. Suhrkamp, Zürich/Frankfurt am Main 1985–1986.:
  - Fritz Kochers Aufsätze. Suhrkamp, Zürich/Frankfurt am Main 1986, ISBN 3-518-37601-2 (= SW, 1).
  - Geschichten. Suhrkamp, Zürich/Frankfurt am Main 1985, ISBN 3-518-37602-0 (= SW, 2).
  - Aufsätze. Suhrkamp, Zürich/Frankfurt am Main 1985, ISBN 3-518-37603-9 (= SW, 3).
  - Kleine Dichtungen. Suhrkamp, Zürich/Frankfurt am Main 1985, ISBN 3-518-37604-7 (= SW, 4).
  - Der Spaziergang, Prosastücke und Kleine Prosa. Suhrkamp, Zürich/Frankfurt am Main 1985, ISBN 3-518-37605-5 (= SW, 5).
  - Poetenleben. Suhrkamp, Zürich/Frankfurt am Main 1986, ISBN 3-518-37606-3 (= SW, 6).
  - Seeland. Suhrkamp, Zürich/Frankfurt am Main 1986, ISBN 3-518-37607-1 (= SW, 7).
  - Die Rose. Suhrkamp, Zürich/Frankfurt am Main 1986, ISBN 3-518-37608-X (= SW, 8).
  - Geschwister Tanner. Roman. Suhrkamp, Zürich/Frankfurt am Main 1986, ISBN 3-518-37609-8 (= SW, 9).
  - Der Gehülfe. Roman. Suhrkamp, Zürich/Frankfurt am Main 1985, ISBN 3-518-37610-1 (= SW, 10).
  - Jakob von Gunten. Ein Tagebuch. Suhrkamp, Zürich/Frankfurt am Main 1985, ISBN 3-518-37611-X (= SW, 11).
  - Der Räuber. Roman. Suhrkamp, Zürich/Frankfurt am Main 1986, ISBN 3-518-37612-8 (= SW, 12).
  - Die Gedichte. Suhrkamp, Zürich/Frankfurt am Main 1986, ISBN 3-518-37613-6 (= SW, 13).
  - Komödie. Märchenspiele und szenische Dichtungen. Suhrkamp, Zürich/Frankfurt am Main 1986, ISBN 3-518-37614-4 (= SW, 14).
  - Bedenkliche Geschichten. Prosa aus der Berliner Zeit 1906–1912. Suhrkamp, Zürich / Frankfurt am Main 1985, ISBN 3-518-37615-2 (= SW, 15).
  - Träumen. Prosa aus der Bieler Zeit 1913–1920. Suhrkamp, Zürich/Frankfurt am Main 1985, ISBN 3-518-37616-0 (= SW, 16).
  - Wenn Schwache sich für stark halten. Prosa aus der Berner Zeit 1921–1925. Suhrkamp, Zürich/Frankfurt am Main 1986, ISBN 3-518-37617-9 (= SW, 17).
  - Zarte Zeilen. Prosa aus der Berner Zeit 1926. Suhrkamp, Zürich/Frankfurt am Main 1986, ISBN 3-518-37618-7 (= SW, 18).
  - Es war einmal. Prosa aus der Berner Zeit 1927–1928. Suhrkamp, Zürich/Frankfurt am Main 1986, ISBN 3-518-37619-5 (= SW, 19).
  - Für die Katz. Prosa aus der Berner Zeit 1928–1933. Suhrkamp, Zürich/Frankfurt am Main 1986, ISBN 3-518-37620-9 (= SW, 20).

- Aus dem Bleistiftgebiet. Hrsg. v. Bernhard Echte u. Werner Morlang i. A. des Robert Walser-Archivs der Carl Seelig-Stiftung, Zürich. Suhrkamp, Frankfurt am Main 1985–2000.
  - Aus dem Bleistiftgebiet. Mikrogramme aus den Jahren 1924–1925. Prosa. Hrsg. v. Bernhard Echte u. Werner Morlang. Suhrkamp, Frankfurt am Main 1985, ISBN 3-518-03234-8 (= AdB, 1).
  - Aus dem Bleistiftgebiet. Mikrogramme aus den Jahren 1924–1925. Gedichte und dramatische Szenen. Hrsg. v. Bernhard Echte u. Werner Morlang. Suhrkamp, Frankfurt am Main 1985, ISBN 3-518-03234-8 (= AdB, 2).
  - Aus dem Bleistiftgebiet. ‹Räuber›-Roman, ‹Felix›-Szenen. Hrsg. v. Bernhard Echte u. Werner Morlang. Suhrkamp, Frankfurt am Main 1986, ISBN 3-518-03085-X (= AdB, 3).
  - Aus dem Bleistiftgebiet. Mikrogramme aus den Jahren 1926–1927. Hrsg. v. Bernhard Echte u. Werner Morlang. Suhrkamp, Frankfurt am Main 1990, ISBN 3-518-40224-2 (= AdB, 4).
  - Aus dem Bleistiftgebiet. Mikrogramme aus den Jahren 1925–1933. Prosa. Hrsg. v. Bernhard Echte. Entzifferung in Zusammenarbeit mit Werner Morlang. Suhrkamp, Frankfurt am Main 2000, ISBN 3-518-40851-8 (= AdB, 5).
  - Aus dem Bleistiftgebiet. Mikrogramme aus den Jahren 1925–1933. Gedichte und Dramatische Szenen. Hrsg. v. Bernhard Echte. Entzifferung in Zusammenarbeit mit Werner Morlang. Suhrkamp, Frankfurt am Main 2000, ISBN 3-518-40851-8 (= AdB, 6).

- Kritische Robert Walser-Ausgabe. Kritische Ausgabe sämtlicher Drucke und Manuskripte. Hrsg. v. Wolfram Groddeck u. Barbara von Reibnitz. I. A. der Stiftung für eine Kritische Robert Walser-Ausgabe, Basel. Stroemfeld | Schwabe, Frankfurt am Main / Basel seit 2008 (KWA).
  - Fritz Kocher’s Aufsätze. Hrsg. v. Hans-Joachim Heerde, Barbara von Reibnitz u. Matthias Sprünglin. Stroemfeld | Schwabe, Frankfurt am Main / Basel 2010, ISBN 978-3-7965-2463-9 (= KWA, I.1; mit DVD).
  - Geschwister Tanner (Erstdruck). Hrsg. v. Wolfram Groddeck, Barbara von Reibnitz u. Matthias Sprünglin. Stroemfeld | Schwabe, Frankfurt am Main / Basel 2008, ISBN 978-3-86600-024-7 (= KWA, I.2; mit DVD).
  - Der Gehülfe (Erstdruck). Hrsg. v. Angela Thut u. Christian Walt. Stroemfeld | Schwabe, Frankfurt am Main / Basel 2012, ISBN 978-3-86600-084-1 (= KWA, I.3; mit DVD).
  - Jakob von Gunten. Ein Tagebuch. Hrsg. v. Hans-Joachim Heerde. Stroemfeld | Schwabe, Frankfurt am Main / Basel 2013, ISBN 978-3-86600-154-1 (= KWA, I.4; mit DVD).
  - Prosastücke, Kleine Prosa, Der Spaziergang. Hrsg. v. Barbara von Reibnitz. Stroemfeld | Schwabe, Frankfurt am Main / Basel 2016, ISBN 978-3-86600-249-4 (= KWA, I.8; mit USB-Stick).
  - Poetenleben. Hrsg. v. Matthias Sprünglin. Stroemfeld | Schwabe, Frankfurt am Main / Basel 2014, ISBN 978-3-86600-191-6 (= KWA, I.9; mit DVD).
  - Seeland. Hrsg. v. Matthias Sprünglin. Stroemfeld | Schwabe, Frankfurt am Main / Basel 2018, ISBN 978-3-7965-3704-2 (= KWA, I.11; mit QR-Code, begleitende Online-Edition).
  - Die Rose. Hrsg. v. Wolfram Groddeck, Hans-Joachim Heerde u. Caroline Socha. Stroemfeld | Schwabe, Frankfurt am Main / Basel 2016, ISBN 978-3-86600-259-3 (= KWA, I.12; mit USB-Stick).
  - Drucke in der Neuen Rundschau. Hrsg. v. Hans-Joachim Heerde, Barbara von Reibnitz u. Caroline Socha. Stroemfeld | Schwabe, Frankfurt am Main / Basel 2017, ISBN 978-3-7965-3677-9 (= KWA, II.1; mit QR-Code, begleitende Online-Edition).
  - Drucke in der Schaubühne/Weltbühne. Hrsg. v. Hans-Joachim Heerde, Barbara von Reibnitz u. Matthias Sprünglin. Stroemfeld | Schwabe, Frankfurt am Main / Basel 2015, ISBN 978-3-86600-241-8 (= KWA, II.3; mit USB-Stick).
  - Drucke im Berliner Tageblatt. Hrsg. v. Hans-Joachim Heerde. Stroemfeld | Schwabe, Frankfurt am Main / Basel 2013, ISBN 978-3-86600-174-9 (= KWA, III.1; mit DVD).
  - Drucke in der Neuen Zürcher Zeitung. Hrsg. v. Barbara von Reibnitz und Matthias Sprünglin. Stroemfeld | Schwabe, Frankfurt am Main / Basel 2013, ISBN 978-3-86600-172-5 (= KWA, III.3; mit DVD).
  - Drucke in der Prager Presse. Hrsg. v. Hans-Joachim Heerde und Barbara von Reibnitz.Stroemfeld | Schwabe, Frankfurt am Main / Basel 2018, ISBN 978-3-7965-3777-6 (= KWA, III.4).
  - Geschwister Tanner (Manuskript). Hrsg. v. Wolfram Groddeck, Barbara von Reibnitz u. Matthias Sprünglin. Stroemfeld | Schwabe, Frankfurt am Main / Basel 2008, ISBN 978-3-86600-022-3 (= KWA, IV.1; mit DVD).
  - Der Gehülfe (Manuskript). Hrsg. v. Angela Thut u. Christian Walt. Stroemfeld | Schwabe, Frankfurt am Main / Basel 2012, ISBN 978-3-86600-087-2 (= KWA, IV.2; mit DVD).
  - Seeland (Manuskript). Hrsg. v. Fabian Grossenbacher, Christian Walt u. Wolfram Groddeck. Stroemfeld | Schwabe, Frankfurt am Main / Basel 2018, ISBN 978-3-7965-3705-9 (= KWA, IV.3; mit QR-Code, begleitende Online-Edition).
  - Prager Manuskripte. Hrsg. v. Angela Thut, Christian Walt u. Wolfram Groddeck. Stroemfeld | Schwabe, Frankfurt am Main / Basel 2018, ISBN 978-3-7965-3778-3 (= KWA, V.2).
  - Mikrogramme 1924/25. Hrsg. v. Angela Thut, Christian Walt u. Wolfram Groddeck. Stroemfeld | Schwabe, Frankfurt am Main / Basel 2016, ISBN 978-3-86600-261-6 (= KWA, VI.1; mit QR-Code, begleitende Online-Edition).
  - Mikrogramme 1925 (I). Hrsg. v. Fabian Grossenbacher, Angela Thut und Christian Walt, Schwabe, Basel 2019, ISBN 978-3-7965-3925-1 (= KWA, VI.2).
  - Rezeptionsdokumente zum literarischen Schaffen Robert Walsers 1898–1933. Hrsg. v. Hans-Joachim Heerde. Stroemfeld | Schwabe, Frankfurt am Main / Basel 2021, ISBN 978-3-7965-3999-2 (= KWA, Supplement.1).

- Werke. Berner Ausgabe. Hrsg. v. Lucas Marco Gisi, Reto Sorg, Peter Stocker u. Peter Utz i. A. der Robert Walser-Stiftung Bern. Suhrkamp, Berlin seit 2018.
  - Briefe 1897–1920. Hrsg. v. Peter Stocker u. Bernhard Echte. Unter Mitarbeit v. Peter Utz u. Thomas Binder. Suhrkamp, Berlin 2018, ISBN 978-3-518-42845-0 (= BA, 1).
  - Briefe 1921–1956. Hrsg. v. Peter Stocker u. Bernhard Echte. Unter Mitarbeit v. Peter Utz u. Thomas Binder. Suhrkamp, Berlin 2018, ISBN 978-3-518-42845-0 (= BA, 2).
  - Briefe. Nachwort und Anhang. Hrsg. v. Peter Stocker u. Bernhard Echte. Unter Mitarbeit v. Peter Utz u. Thomas Binder. Suhrkamp, Berlin 2018, ISBN 978-3-518-42845-0 (= BA, 3).
  - Fritz Kocher’s Aufsätze. Hrsg. v. Dominik Müller u. Peter Utz. Suhrkamp, Berlin 2020, ISBN 978-3-518-42969-3 (= BA, 4).
  - Geschwister Tanner. Hrsg. v. Ulrich Weber. Suhrkamp, Berlin 2023, ISBN 978-3-518-43107-8 (= BA, 5).
  - Der Gehülfe. Hrsg. v. Reto Sorg u. Karl Wagner. Suhrkamp, Berlin 2019, ISBN 978-3-518-42901-3 (= BA, 6).
  - Jakob von Gunten. Hrsg. v. Peter Utz und Karl Wagner. Suhrkamp, Berlin 2023, ISBN 978-3-518-43066-8 (= BA, 7).
  - Gedichte. Hrsg. v. Marco Gisi, Thomas Studer u. Hubert Thüring. Suhrkamp, Berlin 2021, ISBN 978-3-518-43013-2 (= BA, 8).
  - Aufsätze. Hrsg. Lukas Gloor u. Kerstin Gräfin von Schwerin. Suhrkamp, Berlin 2022, ISBN 978-3-518-43067-5 (= BA, 9).
  - Geschichten. Hrsg. v. Peter Stocker u. Julia Maas. Suhrkamp, Berlin 2021, ISBN 978-3-518-43012-5 (= BA, 10).
  - Kleine Dichtungen. Hrsg. v. Mandana Covindassamy u. Lukas Gloor. Suhrkamp, Berlin 2023, ISBN 978-3-518-43148-1 (= BA, 11).
  - Prosastücke. Hrsg. v. Lucas Marco Gisi, Reto Sorg, Peter Stocker u. Peter Utz. Suhrkamp, Berlin 2019, ISBN 978-3-518-42899-3 (= BA, 12).
  - Kleine Prosa. Hrsg. v. Sabine Eickenrodt u. Peter Stocker. Suhrkamp, Berlin 2019, ISBN 978-3-518-42900-6 (= BA, 13).
  - Der Spaziergang. Hrsg. v. Lukas Gloor, Reto Sorg u. Irmgard Wirtz. Suhrkamp, Berlin 2020, ISBN 978-3-518-42970-9 (= BA, 14).
  - Poetenleben. Hrsg. v. Kerstin Gräfin von Schwerin und Peter Utz. Suhrkamp, Berlin 2021, ISBN 978-3-518-42996-9 (= BA, 15).
  - Komödie. Hrsg. v. Marion Gees und Lucas Marco Gisi. Suhrkamp, Berlin 2023, ISBN 978-3-518-43094-1 (= BA, 16).
  - Seeland. Hrsg. v. Bernhard Malkmus und Peter Stocker. Suhrkamp, Berlin 2022, ISBN 978-3-518-43095-8 (= BA, 17).
  - Die Rose. Hrsg. v. Reto Sorg u. Christine Weder, Suhrkamp, Berlin 2023, ISBN 978-3-518-43149-8 (= BA, 18).

### Veröffentlichungen vor 1956
- Fritz Kochers Aufsätze. Insel Verlag, Leipzig 1904.
- Geschwister Tanner. Verlag Bruno Cassirer, Berlin 1907.
- Der Gehülfe. Verlag Bruno Cassirer, Berlin 1908 (2005/2006 aufgenommen in Buchreihe Schweizer Bibliothek von Das Magazin).
- Jakob von Gunten. Verlag Bruno Cassirer, Berlin 1909. Neuausgabe Carl Seelig. Steinberg-Verlag, Zürich 1950.
- Gedichte. Verlag Bruno Cassirer, Berlin 1909.
- Aufsätze. Kurt Wolff Verlag, Leipzig 1913.
- Geschichten. Kurt Wolff Verlag, Leipzig 1914.
- Kleine Dichtungen. Kurt Wolff Verlag, Leipzig 1915 (Impressum: 1914).
- Kleine Prosa. Francke Verlag, Bern 1917.
- Der Spaziergang. Huber Verlag, Frauenfeld 1917.
- Poetenleben. Huber Verlag, Frauenfeld 1917.
- Prosastücke. Rascher Verlag, Zürich 1917.
- Komödie. Verlag Bruno Cassirer, Berlin 1919.
- Seeland. Rascher Verlag, Zürich 1920.
- Die Rose. Rowohlt Verlag, Berlin 1925.
- Große kleine Welt. Eine Auswahl. Hrsg. v. Carl Seelig. Eugen Rentsch Verlag, Erlenbach-Zürich, Leipzig 1937.
- Robert Walser. Aus: «Große kleine Welt», «Kleine Dichtungen», «Poetenleben». Verlag H. R. Sauerländer & Co., Aarau o. J. [1940] (= Schweizer Dichter. Eine Sammlung für die schweizerischen Mittelschulen, 1; mit einem Vorwort v. Carl Seelig).[51]
- Vom Glück des Unglücks und der Armut. Hrsg. v. Carl Seelig. Benno Schwabe & Co., Basel 1944 (= Sammlung Klosterberg. Schweizerische Reihe).
- Stille Freuden. Hrsg. v. Carl Seelig. Vereinigung Oltner Bücherfreunde, Olten 1944.
- Dichterbildnisse. Hrsg. v. Carl Seelig. Scherrer & Co., Schaffhausen 1947 (= Tobias Stimmer-Drucke, 1).
- Die Schlacht bei Sempach. Eine Geschichte. Tschudy-Verlag, St. Gallen 1950 (= Der Bogen, 3).

### Veröffentlichungen nach 1956
- Unbekannte Gedichte. Hrsg. v. Carl Seelig. Tschudy-Verlag, St. Gallen 1958.
- Lasst mich doch so. 27 Texte. Gute Schriften, Zürich 1972 (= GS 367).
- Lektüre für Minuten. Gedanken aus seinen Büchern und Briefen. Hrsg. v. Volker Michels. Suhrkamp, Zürich 1978, ISBN 3-518-04615-2.
- Briefe. Hrsg. v. Jörg Schäfer unter Mitarbeit v. Robert Mächler. Suhrkamp, Frankfurt am Main 1979, ISBN 3-518-36988-1.
- An die Heimat. Aufsätze. Suhrkamp, Frankfurt am Main 1980, ISBN 3-518-01719-5 (= Bibliothek Suhrkamp, 719).
- Unsere Stadt. Texte über Biel. Zusammengestellt v. Bernhard Echte. Nimbus. Kunst und Bücher, Wädenswil 2002, ISBN 978-3-907142-09-7.
- Dichteten diese Dichter richtig? Eine poetische Literaturgeschichte. Hrsg. v. Bernhard Echte. Insel Verlag, Frankfurt am Main / Leipzig 2002, ISBN 3-458-34489-6.
- Feuer. Unbekannte Prosa und Gedichte. Hrsg. v. Bernhard Echte. Suhrkamp, Frankfurt am Main 2003, ISBN 3-518-41356-2.
- Europas schneeige Pelzboa. Texte zur Schweiz. Hrsg. v. Bernhard Echte. Suhrkamp, Frankfurt an Main 2003, ISBN 3-518-41454-2.
- Ausgewählte Liebesgeschichten. Zusammengestellt von Volker Michels. Insel Verlag, Frankfurt am Main/Leipzig 2003, ISBN 3-458-34597-3.
- Vor Bildern. Geschichten und Gedichte. Hrsg. v. Bernhard Echte. Insel Verlag, Frankfurt am Main/Leipzig 2006, ISBN 978-3-458-19282-4.
- Berlin gibt immer den Ton an. Kleine Prosa aus und über Berlin. Hrsg. v. Jochen Greven. Insel Verlag, Frankfurt am Main/Leipzig 2006, ISBN 3-458-34912-X.
- Tiefer Winter. Geschichten von der Weihnacht und vom Schneien. Hrsg. v. Margrit Gigerl, Livia Knüsel u. Reto Sorg. Insel Verlag, Frankfurt am Main/Leipzig 2007, ISBN 978-3-458-35026-2.
- Mikrogramme. Mit 68 Abbildungen. Nach der Transkription von Bernhard Echt u. Werner Morlang. Hrsg. v. Lucas Marco Gisi, Reto Sorg u. Peter Stocker i. A. der Robert Walser-Stiftung Bern. Suhrkamp, Berlin 2011, ISBN 978-3-518-22467-0 (= Bibliothek Suhrkamp, 1467).
- Im Bureau. Aus dem Leben der Angestellten. Ausgewählt u. mit einem Nachwort versehen v. Reto Sorg u. Lucas Marco Gisi. Insel Verlag, Berlin 2011, ISBN 978-3-458-35787-2 (= Insel Taschenbuch, 4087).
- Der kleine Tierpark. Hrsg. v. Lucas Marco Gisi u. Reto Sorg. Insel Verlag, Berlin 2014, ISBN 978-3-458-35994-4 (= Insel Taschenbuch 4294).
- Der Teich. Szenen. Zweisprachige Ausgabe. Aus dem Schweizerdeutschen von Händl Klaus u. Raphael Urweider. Hrsg. v. Reto Sorg. Insel Verlag, Berlin 2014, ISBN 978-3-458-19396-8.
- «Das Beste, was ich über Musik zu sagen weiß». Hrsg. v. Roman Brotbeck u. Reto Sorg unter Mitarbeit v. Gelgia Caviezel. Insel Verlag, Berlin 2015, ISBN 978-3-458-36120-6.
- Eine Ohrfeige und sonstiges. Ausgewählt von Thomas Hirschhorn und Reto Sorg. Mit einem Vorwort von Thomas Hirschhorn, Suhrkamp, Berlin 2019, ISBN 978-3-518-46884-5.

## Hörbücher
- Für die Katz – Ein erfundener Tag im Leben des Schriftstellers Robert Walser. Hörspiel aus Texten von Robert Walser. Christoph Merian, 2006, ISBN 3-85616-277-1.
- Robert Walser: Die Strasse. Christoph Merian, 2006, ISBN 3-85616-276-3.
- Robert Walser: Die Ruine. Christoph Merian, 2011, ISBN 978-3-85616-457-7.
- Robert Walser: Im Bureau. Gelesen von Stefan Suske. Diogenes, 2011, ISBN 978-3-257-80314-3.
- Robert Walser: Der Gehülfe. Gelesen von Martin Hofer und Heinz Müller. LOhrBär-Verlag, 2015, ISBN 978-3-939529-14-9.
- Robert Walser: Ich stehe auf der Erde: dies ist mein Standpunkt. Verstreute Prosa. Gelesen von Hannelore Hoger. Diogenes, 2015, ISBN 978-3-257-80355-6.

## Theateraufführungen (Auswahl)
- Alle gehen gegen das Schloss. Uraufführung der Dramolette Dornröschen, Schneewittchen und Aschenbrödel im Theater am Neumarkt, 17. Januar 1973.
- er nicht als er (zu, mit Robert Walser). Ein Stück. (Elfriede Jelinek: Suhrkamp, Frankfurt am Main 1998, ISBN 3-518-41024-5), Regie: Jossi Wieler, Uraufführung am 1. August 1998, Salzburger Festspiele.
- Jakob von Gunten – Die hohe Schule der Demut. Nach dem Roman von Robert Walser, Regie: Martin Jürgens sursumcorda[52] Theater- und Filmproduktion 2000–2007
- robert walser mikrogramme das kleine welttheater. Regie: Christian Bertram, Bühne: Max Dudler, Musik: Hans Peter Kuhn, Uraufführung 14. April 2005 Berlin; Lesungen, Filme und Podiumsdiskussion im Begleitprogramm www.mikrogramme.de
- L’Etang / Der Teich, Regie: Gisèle Vienne, Musik: Stephen O’Malley, Schauspiel: Adèle Haenel, Uraufführung 4. Mai 2021 am Théâtre de Vidy, Lausanne.[53]

## Verfilmungen
- Jakob von Gunten. Regie: Peter Lilienthal, Drehbuch: Ror Wolf und Peter Lilienthal, 1971.
- Robert Walser (1974–1978). Regie und Drehbuch: HHK Schoenherr.
- Der Gehülfe. Regie: Thomas Koerfer, 1975.
- Der Vormund und sein Dichter. Regie und Drehbuch: Percy Adlon, 1978 (freie Verfilmung von Seeligs Wanderungen mit Robert Walser).
- Waldi. Regie und Drehbuch: Reinhard Kahn, Michael Leiner (nach der Erzählung Der Wald), 1980.
- Institute Benjamenta, or This Dream People Call Human Life. Regie: Stephen Quay, Timothy Quay, 1995.
- Branca de Neve. Regie: João César Monteiro, 2000.
- Jakob von Gunten. Filmregie: Georg Bühren, Theaterregie: Martin Jürgens, Buch: Martin Jürgens, Petra Moser, Andreas Ramstein, 2001.
- Er, der Hut, sitzt auf ihm, dem Kopf. Robert Walser-Geschichten. Ein Sehbuch, gelesen von Bruno Ganz. Regie: Walo Deuber, 2006.

## Dokumentarfilme
- Robert Walser – Ein Poetenleben. Biel 1878 – Herisau 1956. Dokumentarfilm, Schweiz 2003, 59 Min., Buch und Regie: Ernst Buchmüller, Produktion: SF DRS, 3sat, Erstsendung: 18. Oktober 2003 in 3sat, Inhaltsangabe auf programm.ard.de.
- Ich stehe immer noch vor der Tür des Lebens. Robert Walser und die Kunst des Unterliegens. Dokumentarfilm, Bundesrepublik Deutschland 1986, 119 Min., Buch und Regie: Peter Hamm, Produktion: SWF, Inhaltsangabe vom Literaturhaus Basel.

## Vertonungen (Auswahl)
- Helmut Oehring: GUNTEN, eine Tagebuch-Musik für Oktett und drei Schauspieler; Libretto: Stefanie Wördemann nach Robert Walsers Roman Jacob von Gunten, UA: Oktober 2008 im Gare du Nord Basel.